# Ricardo Lynch
Ricardo Lynch (* 20. September 1984 in Spanish Town) ist ein ehemaliger jamaikanischer Bahnradsportler.

## Sportliche Laufbahn
2004 wurde Ricardo Lynch vom Weltradsportverband Union Cycliste Internationale in das World Cycling Center nach Aigle zu einem Trainingsaufenthalt geladen. 2006 errang er bei den Zentralamerika- und Karibikspielen im kolumbianischen Cartagena die Silbermedaille und eine Bronzemedaille bei den panamerikanischen Radsportmeisterschaften, beides im Keirin.
Zwei Jahre später belegte Lynch beim Lauf des Bahnrad-Weltcups 2007/08 in Kopenhagen im Keirin Platz zwei hinter Chris Hoy und vor Arnaud Tournant und qualifizierte sich so für die Olympischen Spiele 2008 in Peking. Er belegte dort im Keirin Platz 17. Er war der erste jamaikanische Radsportler seit 16 Jahren, der an Olympischen Spielen teilnahm. Von 2006 bis 2008 startete Ricardo Lynch dreimal bei UCI-Bahn-Weltmeisterschaften. 2009 trat er vom aktiven Radsport zurück, da er zu wenig von seinem Verband unterstützt werde.